# Aniela Pająkówna
Aniela Pająkówna (Medyka, 1864 - Paris, 24 de abril de 1912) foi uma pintora polonesa.